# Arte chocalheira

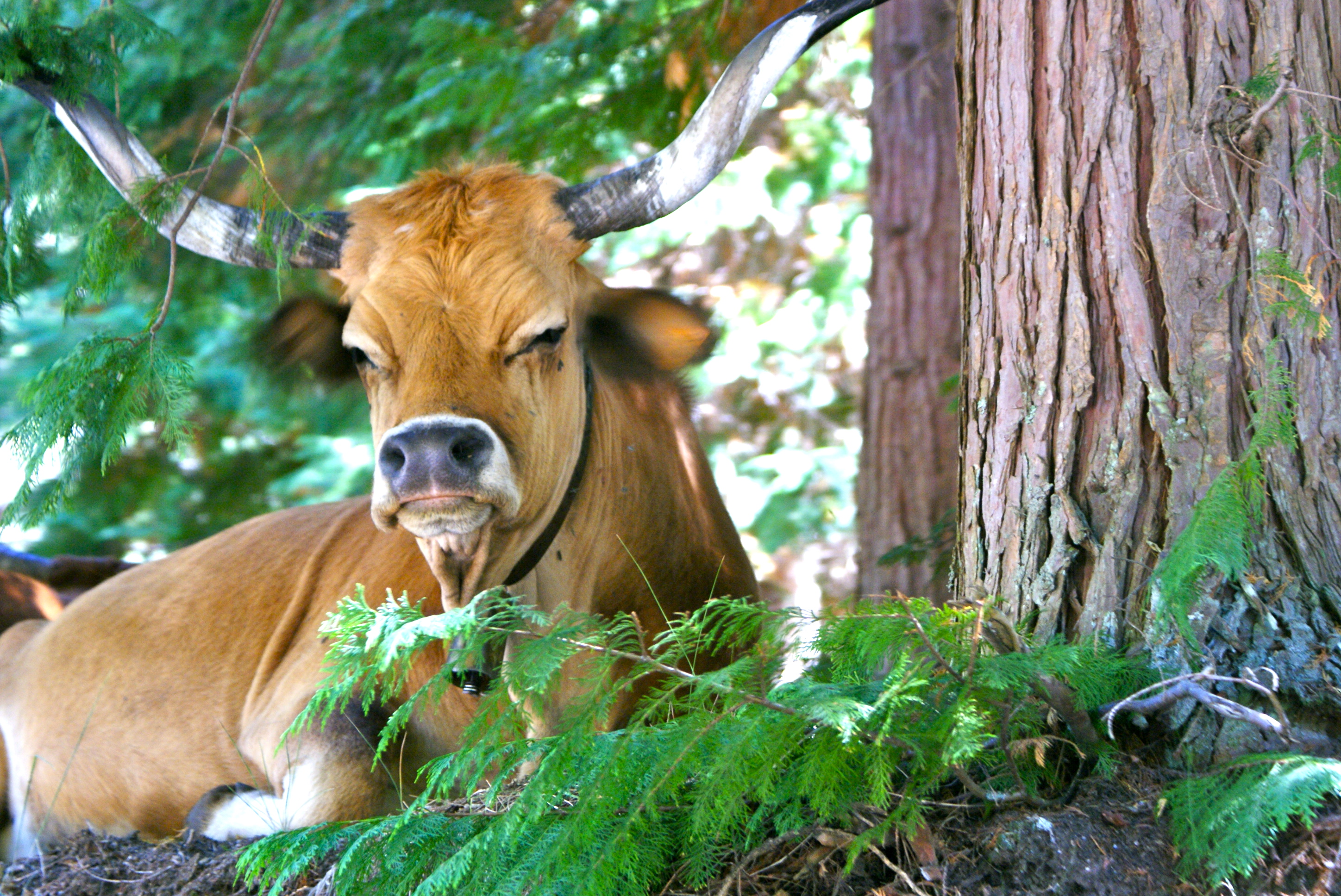
Vaca com chocalho

Arte chocalheira é uma arte portuguesa que compreende a arte e ofício do fabrico e manutenção dos chocalhos artesanais.
Os chocalhos artesanais eram, e são ainda hoje, primordialmente usados no pescoço dos animais no campo por forma a que os pastores ou encarregados saibam onde se encontra o gado, minimizando a perda ou descaminho de animais.
Modernamente os chocalhos são também usados como instrumento musical por ranchos folclóricos.
Continuam ainda a ter um papel relevante no chamado entrudo chocalheiro para os Caretos de Podence no tradicional carnaval na pequena aldeia transmontana de Podence.
No dia 1 de dezembro de 2015 a UNESCO declarou a arte chocalheira de Portugal como Património Cultural Imaterial da Humanidade com Necessidade de Salvaguarda Urgente. A decisão foi tomada na 10.ª Reunião do Comité Intergovernamental para a Salvaguarda do Património Cultural Imaterial, em Windhoek, na Namíbia.